# المغيفل (بكيل المير)

تعديل مصدري - تعديل

المغيفل هي إحدى قرى عزلة عزمان بمديرية بكيل المير التابعة لمحافظة حجة، بلغ تعداد سكانها 741 نسمة حسب تعداد اليمن لعام 2004.